# Krzyż Milana Rastislava Štefánika
Krzyż Milana Rastislava Štefánika (słow. Kríž Milana Rastislava Štefánika) – słowackie odznaczenie państwowe, nadawane obywatelom Republiki Słowackiej, które narażając własne życie zasłużyły się dla obronności kraju, oraz tym, którzy z narażeniem życia lub zdrowia ratowali zagrożone życie ludzkie lub mienie.
Krzyż Milana Rastislava Štefánika ustanowiono ustawą nr 37/1994 z dnia 2 lutego 1994. Nosi imię Milana Rastislava Štefánika – słowackiego współzałożyciela niepodległej Czechosłowacji.
Odznaczenie jest trzyklasowe. W kolejności odznaczeń słowackich zajmuje miejsce po Orderze Ľudovíta Štúra.
Z tytułu pełnienia urzędu, każdorazowy Prezydent Republiki Słowackiej jest Kawalerem Krzyża Milana Rastislava Štefánika I Klasy.